# Gustaf Thorell
Gustaf Thorell, född 12 december 1989 i Karlstad, är en svensk ishockeyspelare (forward) som spelar för BIK Karlskoga i Hockeyallsvenskan. Han är äldre bror till ishockeyspelaren Erik Thorell.
Han har spelat sammanlagt 72 SHL matcher med klubbarna Färjestad BK och Brynäs IF.